# ویلیام فرشمن
ویلیام فرشمن انگلیسی: William Freshman بازیگر، نمایشنامه‌نویس، فیلم‌نامه‌نویس و کارگردان فیلم اهل استرالیا بود.
از فیلم‌ها یا مجموعه‌های تلویزیونی که وی در آن‌ها نقش داشته‌است، می‌توان به تهران اشاره نمود.